# Dikir
Dikir is een bestuurslaag in het regentschap Tuban van de provincie Oost-Java, Indonesië. Dikir telt 1843 inwoners (volkstelling 2010).